# Graafschap Hanau-Münzenberg
Het Graafschap Hanau-Münzenberg was een tot de Boven-Rijnse Kreits behorend graafschap binnen het Heilige Roomse Rijk.

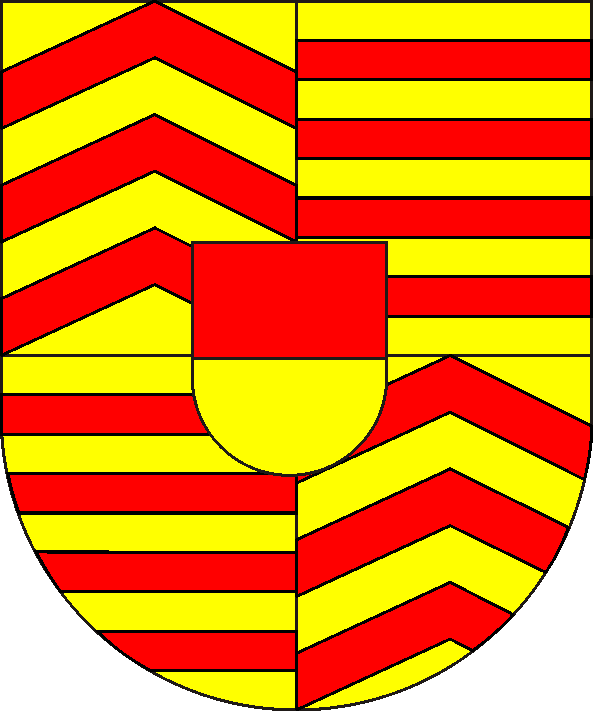
Hanau-Münzenberg. 1,4: Hanau; 2,3: Rieneck; hart: Münzenberg

Na de dood van graaf Reinhard II van Hanau in 1452 bleef het graafschap Hanau op grond van de bestaande priomogenituur ongedeeld. Zijn oudste zoon Reinhard III stierf echter in hetzelfde jaar en liet een onmondige zoon na, Philips de jongere. Om het voortbestaan van de dynastie te garanderen kreeg de tweede zoon van Reinhard II, Philips de Oudere in 1458 toestemming om te trouwen. De grootvader van moeders kant deelde daarop het graafschap tussen het Philips de Jongere en zijn oom Philips de Oudere. Daardoor ontstonden er twee graafschappen.
- Philips de Jongere kreeg de gebieden ten noorden van de Main met de residentie Hanau: Hanau-Münzenberg (uitgestorven in 1642)
- Philips de Oudere kreeg de gebieden ten zuiden van de Main met de residentie Babenhausen: Hanau-Lichtenberg (uitgestorven in 1736)

De linie Hanau-Münzenberg breidde in 1476 haar aandeel in Ortenberg uit door een aankoop van heren van Eppstein. Homburg vor der Höhe werd in 1487 gekocht van de heren van Eppstein.
Philips de Jongere huwde met Juliana van Stolberg, die na zijn dood hertrouwde met graaf Willem van Nassau. Zo ontstonden er nauwe banden tussen beide gravenhuizen. Graaf Philips Lodewijk II was gehuwd met Catharina Belgica van Nassau, een dochter van Willem van Oranje. 
Homburg vor der Höhe ging in 1539 definitief aan het landgraafschap Hessen verloren, dat dit gebied al sinds 1504 bezet hield. Na het uitsterven van de graven van Rieneck in 1559 werd een deel van de burcht Rieneck verworven. In 1578 werd het aandeel in Münzenberg vergroot door verwerving van de dorpen Dorheim, Schwalheim en Rödgen. In 1601 werd na veel onderhandelingen met het graafschap Isenburg-Büdingen en het graafschap Stolberg één derde van stad en landgerecht Ortenberg verworven.
In 1539 was in Hanau-Münzenberg het Calvinisme ingevoerd. Onder Philips II en Catharina Belgica werd het landje een toevluchtsoord voor uit Frankrijk gevluchte hugenoten. Voor hen werd tussen 1598 en 1610 een nieuwe stad gebouwd: Neustadt-Hanau.
In de Dertigjarige Oorlog schonk de koning van Zweden het graafschap veel nieuwe gebieden ten koste van het keurvorstendom Mainz, maar na de Zweedse nederlaag in 1634 ging dit weer verloren.
Midden in de oorlog stierf de tak Hanau-Münzenberg in 1642 uit. Op grond van een verdrag van 18 juli 1610 ging het graafschap naar de tak Hanau-Lichtenberg. Aangrenzende staten maakten echter aanspraak op het gebied en de nieuwe graaf kon slecht met behulp van Hessen zijn erfenis in bezit nemen. De prijs voor deze hulp bestond uit de afstand van de ambten Naumburg en Schwarzenfels aan Hessen-Kassel en een erfverdrag dat de opvolging door Hessen regelde bij het uitsterven van Hanau-Lichtenberg.
In 1653 en 1684 werden met het keurvorstendom Mainz verdragen gesloten, waarbij de gemeenschappelijke gebieden verdeeld werden: Biebergrund en Lohrhaupten kwamen aan Hanau en Griesheim en Nied aan Mainz. Het plan voor een kolonie in Zuid-Amerika onder de naam Hanaus-Indië mislukte.
Na de dood van Frederik Casimir in 1685 werd het graafschap weer gedeeld onder zijn twee neven:
- Philips Reinhard kreeg Hanau-Münzenberg (uitgestorven in 1712)
- Johan Reinhard kreeg Hanau-Lichtenberg (uitgestorven in 1736)

Philips Reinhard werd in november 1696 tot rijksvorst verheven.
In 1712 werden beide delen weer herenigd. Op 26 januari werd met Hessen-Kassel een verdrag gesloten over de successie in Hanau-Münzenberg en op 18 maart 1718 een verdrag over de successie in Hanau-Lichtenberg. Hierin werd de heerlijkheid Babenhausen losgemaakt van Hanau-Münzenberg en gevoegd bij Hanau-Lichtenberg. Deze verandering was een wens van Johan Reinhard, die het graafschap Hanau-Lichtenberg met de heerlijkheid Babenhausen aan zijn schoonzoon Lodewijk VIII van Hessen-Darmstadt wilde nalaten. Om de aanspraken van het keurvorstendom Saksen af te kopen, vallen de ambten Frauensee en Landeck na het uitsterven aan Saksen. In 1728 bevestigde keizer Karel VI de verdragen.
In 1735 stond landgraaf Frederik I van Hessen-Kassel zijn rechten op Hanau-Münzenberg af aan zijn broer Willem VIII af en bezette Babenhausen enige dagen voor de dood van de laatste graaf van Hanau. Het keurvorstendom Mainz bezette het Freigericht.
Na veel strijd kwam er uiteindelijk een vergelijk. Het grootste deel van het Freigericht kwam aan Mainz. De heerlijkheid Babenhausen kwam grotendeels aan Hessen-Kassel en slecht voor een klein deel aan Hessen-Darmstadt.
Van 1806 tot 1810 werd het graafschap bestuurd door Frankrijk. Daarna werd het grotendeels bij het groothertogdom Frankfurt gevoegd. De ambten Rodheim, Dorheim, Ortenberg, Babenhausen en het dorp Heuchelheim kwamen aan het groothertogdom Hessen-Darmstadt.
Het Congres van Wenen in 1815 voegde het Frankfurter deel weer bij het keurvorstendom Hessen-Kassel. Het groothertogdom Hessen-Darmstadt behield zijn deel.

## Gebied
Bij de overgang aan Hessen-Kassel in 1736 bestond het graafschap uit 12 ambten:
1. Büchterthal (met 14 plaatsen)
2. Bornheimerberg (15)
3. Windecken (5)
4. Rodheim (4)
5. Dorheim (4)
6. Altenhaßlau (5)
7. Bieber (8)
8. Lohrhaupten (3)
9. Schlüchtern (11)
10. Babenhausen (10)
11. Ortenberg (6)
12. gemeenschappelijke gebieden met vooral het keurvorstendom Mainz, het graafschap Solms, het graafschap Isenburg en het graafschap Stolberg-Gedern.

- Van de 85 plaatsen waren er 5 stad: Hanau, Windecken, Babenhausen, Steinau en Schlüchtern.

## Regenten
| regering  | naam                 | geboren    | overleden  | familie                          |
| --------- | -------------------- | ---------- | ---------- | -------------------------------- |
| 1451-1452 | Reinhard III         | 22-4-1412  | 20-4-1452  |                                  |
| 1452-1500 | Philips I            | 21-9-1449  | 26-8-1500  | zoon                             |
| 1500-1512 | Reinhard IV          | 14-3-1473  | 30-1-1512  | zoon                             |
| 1512-1529 | Philips II           | 17-8-1501  | 28-3-1529  | zoon                             |
| 1529-1561 | Philips III          | 30-11-1526 | 14-11-1561 | zoon                             |
| 1561-1580 | Philips Lodewijk I   | 21-11-1553 | 4-2-1580   | zoon                             |
| 1580-1612 | Philips Lodewijk II  | 18-11-1576 | 9-8-1612   | zoon                             |
| 1612-1638 | Philips Maurits      | 25-8-1605  | 3-8-1638   | zoon                             |
| 1638-1641 | Philips Lodewijk III | 26-11-1632 | 12-11-1641 | zoon                             |
| 1641-1642 | Johan Ernst          | 13-6-1613  | 12-1-1642  | kleinzoon van Philips Lodewijk I |
| 1642-1685 | Frederik Casimir     | 4-8-1623   | 30-3-1685  | tak Hanau-Lichtenberg            |
| 1685-1712 | Philips Reinhard     | 2-8-1664   | 4-10-1712  | zoon van broer                   |